# David Gerrold

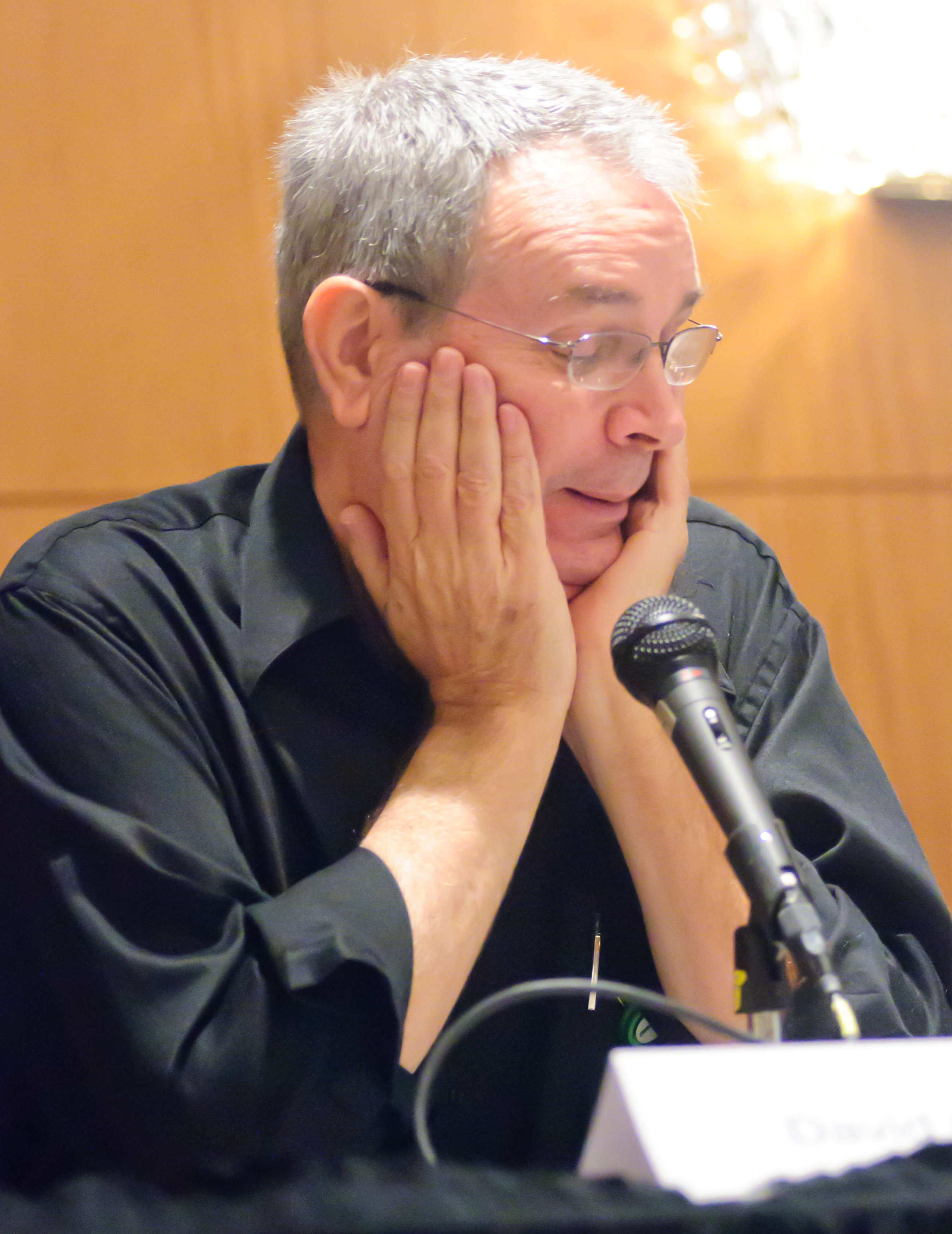
Friedman in 2010

David Gerrold (24 januari 1944) is het pseudoniem van de Amerikaanse sciencefictionschrijver Jerrold David Friedman. Hij stuurde in 1967 ongevraagd een screenplay op voor de televisieserie Star Trek. Dit werd verflimd als The Trouble with Tribbles, een van de populairste afleveringen van de serie en de start van zijn carrière.
Hij schreef voor verschillende tv-series, zoals Babylon 5 en The Twilight Zone. Zijn bekendste SF-romans zijn The Man Who Folded Himself (1973), over een man die een tijdmachine gebruikt om de hele geschiedenis van de mensheid te bevolken met kopieën van zichzelf en When H.A.R.L.I.E. Was One (1972), over de relatie van een kunstmatige intelligentie met zijn makers.
Gerrold ontving de Nebula Award in 1994 en de Hugo en Locus Awards in 1995 voor de novelette The Martian Child.

## Gedeeltelijk bibliografie
War Against the Chtorr serie
- A Matter for Men (1983)
- A Day for Damnation (1984)
- A Rage for Revenge (1989)
- A Season for Slaughter (1992)
- A Method for Madness (nog te publiceren)

Jumping Off the Planet serie
- Jumping Off the Planet (2000)
- Bouncing Off the Moon (2001)
- Leaping to the Stars (2002)

Andere romans
- The Man Who Folded Himself (1973) nl:De man die zich uitvouwde
- When H.A.R.L.I.E. Was One (1972) nl:De G.O.D. Computer
- The Martian Child (2002, verfilmd in 2007 als Martian Child)
- Blood and Fire (2004)
- Alternate Gerrolds (2005 - met Mike Resnick)

Non-fictie
- The World of Star Trek (1973)
- The Trouble with Tribbles (1973)
- Worlds of Wonder: How to Write Science Fiction & Fantasy (2001)